# September & July
September & July (Originaltitel September Says) ist ein Filmdrama von Ariane Labed. Der Film mit Pascale Kann und Mia Tharia in den Hauptrollen als ungleiche Schwestern basiert auf dem Roman Sisters von Daisy Johnson. September & July ist Labeds Regiedebüt und feierte im Mai 2024 bei den Internationalen Filmfestspielen in Cannes seine Premiere, wo die Regisseurin für die Caméra d’Or nominiert war. Anfang März 2025 kam der Film in die deutschen Kinos.

## Handlung
Die beiden Geschwister July und September sind sehr verschieden, doch sie haben ein inniges Verhältnis. Sie leben mit ihrer alleinerziehenden Mutter Sheela zusammen in Oxford. September hat gegenüber ihrer Schwester einen ausgeprägten Beschützerinstinkt und ist Fremden gegenüber misstrauisch, während sich July der Welt gegenüber offen und neugierig zeigt. Als September von der Schule suspendiert wird, zieht Sheela mit den Mädchen in das alte Sommerhaus einer Verwandten in Irland.
Sheela, die unter Depressionen leidet, beginnt hier in der kleinen Küstenstadt aufzublühen. Eine elegante Frau wie sie, zudem noch mit indischem Erbe, haben die Männer in der Stadt noch nicht gesehen. Sie besucht die örtliche Kneipe und sucht sich Männer für Sex.

## Literarische Vorlage
Der Film basiert auf dem Roman Sisters der Britin Daisy Johnson. Darin hat Mutter Sheela ihre beiden Mädchen September und July von der Schule genommen und sich von Oxford in ein Haus ihrer Schwägerin Ursa in Yorkshire geflüchtet. Peter, der Vater der Mädchen, ertrank im Schwimmbad eines Hotels, als sie noch klein waren. Er war gewalttätig und labil. Ihr neuer Unterschlupf ist ein heruntergekommenes Haus namens „The Settle House“  in den North York Moors und liegt direkt am Meer. Auch Johnsons 2016 veröffentlichte Geschichtensammlung Fen spielte in unmittelbarer Nähe des Wassers. In ihrem Debütroman Everything Under (in der deutschen Übersetzung Untertauchen) von 2020 erzählt sie von einer gestörten Mutter-Tochter-Beziehung. Die junge Protagonistin, die Lexikografin Gretel, lebte als Kind mit ihrer Mutter auf einem Hausboot, wuchs aber dann bei Pflegefamilien auf, als diese plötzlich weg war. Für diesen Roman wurde Johnson als Finalistin für den Booker Prize bestimmt und war mit 27 Jahren die jüngste Autorin, der diese Ehre zuteilwurde.

## Produktion

### Regie, Drehbuch und Filmschnitt

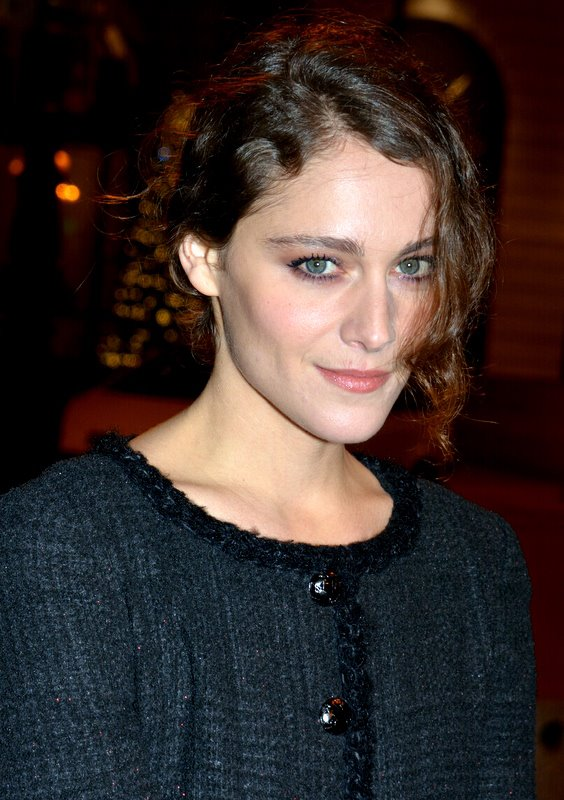
Regisseurin Ariane Labed

Regie führte die französische Theater- und Filmschauspielerin Ariane Labed, die auch das auf Johnsons Roman basierende Drehbuch schrieb. Es handelt sich um ihr Spielfilmdebüt. Als Schauspielerin war Labed zuletzt in den Filmen Flux Gourmet, Avant l’effondrement, Le Vourdalak und Swimming Home zu sehen. Die vielfach für ihre Arbeit ausgezeichnete, deutsche Filmeditorin Bettina Böhler, mit der Labed zusammenarbeitete, war zuletzt für die Filme A E I O U – Das schnelle Alphabet der Liebe von Nicolette Krebitz und Roter Himmel von Christian Petzold tätig.

### Besetzung und Synchronisation
Mia Tharia, bekannt aus der Fernsehserie Phoenix Rise, in der sie in 20 Folgen in der Rolle von Polly zu sehen war, spielt July. Als Mädchen wird diese von Amelia Valentina Pankhania gespielt. Pascale Kann ist in der Titelrolle als ihre Schwester September zu sehen. Für sie handelt es sich um ihre erste Filmrolle. In weiteren Rollen sind Rakhee Thakrar als ihre Mutter Sheela, Barry John Kinsella, Cal O’Driscoll und Niamh Moriarty zu sehen.
Die deutsche Synchronisation entstand nach einem Dialogbuch und der Dialogregie von Daniel Käser im Auftrag der logoSynchron GmbH in Köln.
| Darsteller             | Synchronsprecher         | Rolle             |
| ---------------------- | ------------------------ | ----------------- |
| Pascale Kann           | Sophia Münster           | September         |
| Mia Tharia             | Alma Lühn                | July              |
| Colm Lambe             | Volker Niederfahrenhorst | Barkeeper         |
| Donna Anita Nikolaisen | Anna Röser               | Biologielehrerin  |
| Niamh Moriarty         | Johanna Giraud           | Jennifer          |
| Cal O'Driscoll         | Nicolas Rathod           | John              |
| Barry John Kinsella    | Ben Steinhoff            | Kabelmann         |
| Levi O'Sullivan        | Leon Seidel              | Leo               |
| Shane Connellan        | Heiko Obermöller         | Mann in einer Bar |
| Emmanuel Okoye         | Daniel Käser             | Mathematiklehrer  |
| Maeron Libomi          | Gerrit Schaetzing        | Ryan              |
| Saoirse Flynn          | Hannah Marie Bahlo       | Saoirse           |
| Rakhee Thakrar         | Demet Fey                | Sheela            |
| Sofia Lennona          | Johanna Giraud           | Siobhan           |
| Valerie O'Connor       | Chris Nonnast            | Sportlehrerin     |
| Justin Daniel Anene    | Gerrit Schaetzing        | Walter            |

### Filmförderung und Dreharbeiten
Der Film wurde vom British Film Institute, von Screen Ireland, mit 350.000 Euro von Eurimages und mit 200 000 Euro von der Film- und Medienstiftung NRW gefördert.
Die Dreharbeiten fanden in Dublin statt. Der französische Kameramann Balthazar Lab, der 2015 die Filmhochschule La Fémis abschloss, war zuletzt für das Filmdrama La Jauría von Andrés Ramírez Pulido und für Comme le feu von Philippe Lesage tätig.

### Filmmusik und Veröffentlichung

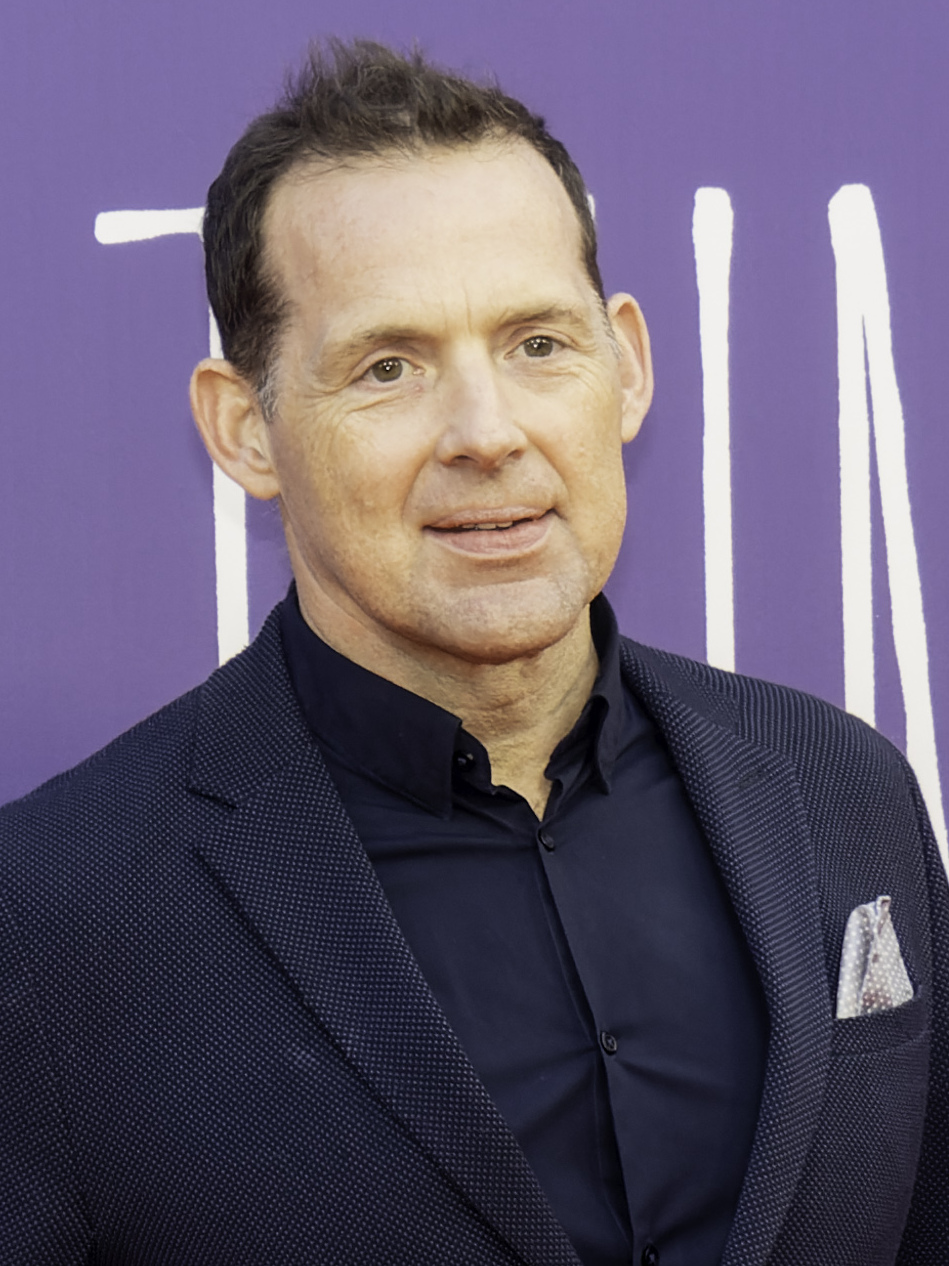
Die Filmmusik komponierte Oscar-Preisträger Johnnie Burn

Die Filmmusik komponierte Johnnie Burn. Als Tontechniker für den Film The Zone of Interest wurde der Brite 2024 mit einem Oscar ausgezeichnet.
Die Premiere des Films erfolgte am 21. Mai 2024 bei den Internationalen Filmfestspielen in Cannes, wo er in der Reihe Un Certain Regard gezeigt wurde. Im Juni 2024 wurde er beim Sydney Film Festival vorgestellt. Im August 2024 wurde er beim Melbourne International Film Festival und beim Norwegischen Filmfestival in Haugesund  gezeigt. Ende September, Anfang Oktober 2024 wurde September & July Filmfest Hamburg vorgestellt. Ebenfalls im Oktober 2024 wurde er beim Film Festival Cologne gezeigt. Im November 2024 wurde er beim Cork International Film Festival gezeigt. Der Kinostart in Deutschland erfolgte am 6. März 2025. Im Juli 2025 wird der Film beim Revelation Perth International Film Festival gezeigt.

## Rezeption

### Altersfreigabe und Kritiken
In Deutschland wurde der Film von der FSK ab 16 Jahren freigegeben. In der Freigabebegründung heißt es, der Film habe eine emotional intensive Grundatmosphäre und enthalte mehrere Szenen, in denen Minderjährige gemobbt, beleidigt oder bedroht werden. Diese Situationen würden jedoch nicht übermäßig ausgespielt. Auch die Darstellungen von Alkohol- und Vape-Konsum durch Minderjährige, eine zurückhaltend bebilderte Sexszene sowie eine Szene mit deutlich selbstschädigendem Verhalten bewegten sich in einem Rahmen, der Zuschauende ab 16 Jahren nicht überfordert.

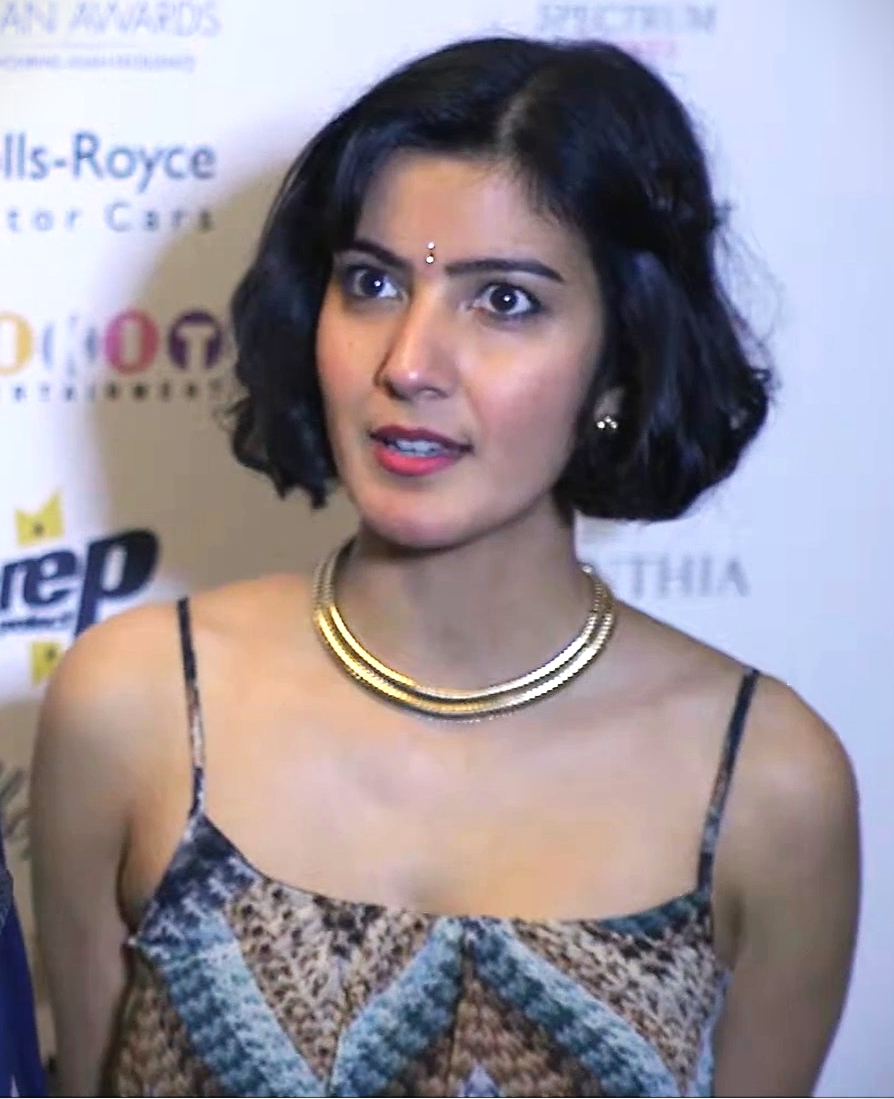
Rakhee Thakrar spielt Mutter Sheela

Von den bei Rotten Tomatoes aufgeführten Kritiken sind 64 Prozent positiv bei einer durchschnittlichen Bewertung mit 5,7 von 10 möglichen Punkten.
Marc van de Klashorst schreibt in seiner Kritik für die International Cinephile Society, besonders die sexuellen Eskapaden von Mutter Sheela würden Humor in den Film bringen, und die Szenen mit ihr seien auch willkommen. Vieles an Ariane Labeds sardonischer Komödie erinnere stark an die früheren Arbeiten ihres Ehemanns, des griechischen Regisseurs Giorgos Lanthimos, und man könne nur hoffen, dass ihre Karriere als Regisseurin dieselbe sein wird, wie ihre Schauspielkarriere.
Savina Petkova vom Online-Filmmagazin Cineuropa hebt in ihrer Kritik den Filmschnitt von Bettina Böhler hervor, deren Arbeit maßgeblich zum inneren Rhythmus des Films und zur Entstehung erzählerischer Überraschungen beitrage. Sie erschaffe aus Weitwinkel- und Totalaufnahmen eine visuelle Welt für die enge Beziehung zwischen July und September, wobei die perfekt abgestimmte Dauer jeder Szene genau die richtige Menge an Informationen über den Handlungsverlauf preisgebe.

### Auszeichnungen
Cairo International Film Festival 2024
- Nominierung im Critics’ Week Competition[22]

Cork International Film Festival 2024
- Nominierung für den Best New Irish Feature Award[23]

Dinard Festival of British and Irish Film 2024
- Auszeichnung mit dem Ciné+ OCS Golden Hitchcock Award (Ariane Labed)[24]

Film Festival Cologne 2024
- Nominierung im NRW-Wettbewerb[25]

Film Fest Gent 2024
- Nominierung im Wettbewerb[26]

Geneva International Film Festival 2024
- Nominierung im Internationalen Spielfilmwettbewerb[27]

 Internationale Filmfestspiele von Cannes 2024
- Nominierung für die Caméra d’Or (Ariane Labed)
- Nominierung in der Reihe Un Certain Regard (Ariane Labed)

Internationales Filmfestival Thessaloniki 2024
- Nominierung im Wettbewerb[28]

Les Arcs Film Festival 2024
- Auszeichnung mit dem Universciné Award (Ariane Labed)[29]

London Film Festival 2024
- Nominierung im First Feature Competition[30]

Sydney Film Festival 2024
- Nominierung im Offiziellen Wettbewerb[14]